# Ram Charan
Konidela Ram Charan (Chenai, 27 de março de 1985) é um ator, produtor e empresário indiano que trabalha principalmente no cinema telugu. Ele é um dos atores mais bem pagos do cinema indiano e aparece na lista das 100 celebridades da Forbes India desde 2013. Charan recebeu vários prêmios, incluindo três Filmfare Awards e dois Nandi Awards.
Charan fez sua estreia como ator com o filme de ação Chirutha (2007), sucesso de bilheteria, ganhando o Prêmio Filmfare de melhor estreia masculina. Ele ganhou destaque estrelando o filme de ação e fantasia de S. S. Rajamouli, Magadheera (2009), o filme telugu de maior bilheteria de todos os tempos na época de seu lançamento, ganhando o Prêmio Filmfare de melhor ator. Ele estrelou filmes notáveis como Racha (2012), Naayak (2013), Yevadu (2014), Govindudu Andarivadele (2014) e Dhruva (2016).
Charan alcançou maior sucesso comercial com os sucessos de bilheteria Rangasthalam (2018), ganhando seu segundo prêmio Filmfare de melhor ator, e RRR (2022), que atualmente é o terceiro filme indiano de maior bilheteria de todos os tempos. Charan emergiu como uma estrela pan-indiana com RRR e ganhou reconhecimento internacional, incluindo uma indicação no Critics' Choice Super Awards de melhor ator em filme de ação.
Em 2016, Charan lançou sua própria produtora Konidela Production Company, que apoiou notavelmente Khaidi No. 150 (2017) e Sye Raa Narasimha Reddy (2019). Além de sua carreira cinematográfica, ele é dono do time de polo Hyderabad Polo and Riding Club e foi coproprietário do serviço aéreo TruJet. Ele é filho do ator Chiranjeevi.

## Juventude e família
Ram Charan nasceu em Madras (agora Chenai) em uma família telugu, filho do ator Chiranjeevi e sua esposa Surekha, em 27 de março de 1985. Sua família vem de Mogalthur e Palakollu, no distrito de West Godavari, em Andra Pradexe. Seu avô materno foi o famoso ator cômico Allu Ramalingaiah. Ele tem dois irmãos – uma irmã mais velha, Sushmitha, e uma irmã mais nova, Sreeja.
Ram Charan foi educado em Padma Seshadri Bala Bhavan, Lawrence School, Lovedale, The Hyderabad Public School, Begumpet, e no St. Mary's College. Ele também frequentou a escola de atuação de Kishore Namit Kapoor em Mumbai.

## Carreira cinematográfica

### 2007–2009: estreia e avanço
Em 2007, Charan estreou no cinema como ator principal em Chirutha, filme de ação dirigido por Puri Jagannadh que completou 50 dias em 178 cinemas diretos e 15 outros cinemas deslocados. Ele desempenhou o papel de Charan, um ex-presidiário que buscava matar o assassino de seu pai. Rediff.com elogiou seu desempenho, afirmando: "Ram Charan é bastante promissor. Dança e ação parecem ser fortes. Ele é bastante gracioso nos números de dança. Ele também evita qualquer referência indireta a seu pai estrela por meio de diálogo ou adotando qualquer maneirismo ou estilo particular." Sua atuação no filme lhe rendeu o Prêmio Filmfare de melhor estreia masculina e o Prêmio Especial do Júri Nandi.
Após o lançamento de seu segundo filme, o filme de fantasia Magadheera (2009), Charan se estabeleceu como um dos principais atores contemporâneos de Tollywood. O filme, no qual desempenhou papéis duplos, foi dirigido por S. S. Rajamouli, e a atuação de Charan foi aclamada pela crítica. O The Times of India afirmou que "Ram Charan retorna como um soldado valente e dá vida ao papel grandioso com facilidade. Ele mostra suas habilidades de equitação e dança com perfeição." IndiaGlitz comentou: "Charan teve uma atuação madura e conduziu o filme muito bem. Ambos os personagens fizeram justiça e ele lembrou seu pai em muitos lugares." Magadheera arrecadou mais de ₹ 150 milhões em todo o mundo e deteve o recorde de ser o filme Telugu de maior bilheteria até 2013, antes de ser superado por Attarintiki Daredi. O filme recebeu seis prêmios Filmfare, incluindo dois prêmios - Prêmio Filmfare de melhor ator e o Prêmio Especial do Júri Nandi para Charan.

### 2010–2013: flutuações de carreira
Charan estrelou o romance urbano de Bommarillu Bhaskar, Orange, em 2010, como Ram, um NRI que mora na Austrália. Embora o filme não tenha tido um bom desempenho de bilheteria, os críticos elogiaram o enredo e a atuação de Charan. Jeevi do Idlebrain sentiu que Charan não tentou chegar ao estrelato e não está disposto a repetir os erros cometidos por outras estrelas. Com o passar dos anos, tornou-se um filme cult e recebeu apreço do público. Em seu artigo para Film Companion, Alekhya Devarakonda comparou seu personagem a Howard Roark do romance de 1943, The Fountainhead. Após um ano de ausência das telas, ele apareceu em Racha (2012), dirigido por Sampath Nandi. Ele desempenhou o papel de "Betting Raj", um jogador. O filme completou uma exibição de 100 dias em 38 centros em Andra Pradexe em 13 de julho de 2012. A parcela final de Racha para seus distribuidores foi de ₹ 45 crore (equivalente a ₹ 85 crore ou US$ 11 milhões em 2023). Sua atuação no filme lhe rendeu indicações como ator nas cerimônias de premiação Filmfare e SIIMA. Sify declarou: "Ambos, o ator Ram Charan e seu diretor Sampath Nandi jogam um jogo seguro, seguindo o mesmo padrão dos filmes mass-masala anteriores." Radhika Rajamani do Rediff criticou o enredo do filme, mas elogiou o desempenho de Charan em sequências de ação e movimentos de dança. IndiaGlitz escreveu: "Ele mostra flashes de Chiru-ness mais do que nunca; seja seu barítono ou comportamento, ele é um megastar na verdade. Ajudado por um roteiro forte, ele poderia ter sido muito melhor."
Charan teve dois filmes lançados em 2013. Seu primeiro lançamento foi Naayak, dirigido por VV Vinayak, no qual desempenhou um papel duplo, mais uma vez depois de Magadheera. Escrevendo para The Times of India, Karthik Pasupulate escreveu que "Ram Charan fez um ótimo trabalho, embora não tenha havido variação entre os dois personagens." Recebeu críticas mistas e se tornou um sucesso comercial. O filme lhe rendeu duas indicações – o Prêmio Filmfare de melhor ator e o Prêmio SIIMA de melhor ator, mais uma vez, com o prêmio de Melhor Ator no TSR - TV9 National Film Awards. No mesmo ano, ele fez sua estreia no cinema hindi ao lado de Priyanka Chopra no filme bilíngue telugu-hindi Zanjeer, um remake do filme de 1973 de mesmo nome. Ele desempenhou o papel do ACP Vijay Khanna, que jura vingança contra o assassino de seus pais. Charan estreou como cantor de playback com a música "Mumbai Ke Hero", composta por Chirrantan Bhatt, do álbum Thoofan, a versão telugu de Zanjeer. Rediff chamou-o de "um remake imperdoavelmente ruim". O crítico de cinema Rajeev Masand criticou sua atuação ao escrever que ele "parece rígido como uma estátua de cera em sua estreia em Bollywood, quase sem qualquer emoção, esqueça a raiva taciturna". Em meio a grandes expectativas, o filme se tornou uma bomba nas bilheterias.

### 2014–2015: carreira continuada
No ano seguinte, Charan fez dois lançamentos. Yevadu (2014), dirigido por Vamsi Paidipally é o terceiro filme em que interpreta o duplo papel , um que recebeu um transplante de rosto do outro e se torna alvo de gangues do submundo por causa do engano de identidade. O Conselho Central de Certificação de Filmes deu ao filme um certificado 'A' por causa de suas violentas sequências de ação. Bangalore Mirror escreveu que "Para Ram Charan, Yevadu é essencial para estabelecer seu status depois que Thoofan despencou nas bilheterias. Seu personagem tem duas tonalidades e ele tenta o seu melhor para trazer variações. Ele dança como se não houvesse amanhã e a coreografia é uma delícia de assistir." Um crítico do Sify comparou o desempenho de Charan com seus filmes anteriores – Nayak e Thoofan e comentou que ele fez um bom trabalho aqui. Y. Sunita Chowdhary do The Hindu sentiu que Charan se saiu bem nas sequências de dança do que na atuação no papel.
Seu segundo lançamento no mesmo ano foi o drama familiar Govindudu Andarivadele. O filme o apresenta como um NRI do Reino Unido. O filme recebeu críticas em sua maioria positivas dos críticos, e arrecadou mais de ₹ 40 crore (equivalente a ₹ 64 crore ou US$ 8,0 milhões em 2023) de bilheteria. Sangeetha Devi Dundoo comentou que teve seu melhor desempenho depois de Magadheera. Da mesma forma, Suresh Kaviyarani do Deccan Chronicle também o elogiou e citou o desempenho de Charan como "bom" e "sutil".
Em seguida, ele interpretou um oficial do IB e um dublê no filme de comédia de ação de Srinu Vaitla, Bruce Lee: The Fighter (2015). Charan contratou o treinador de Priyanka Chopra, Samir Jaura, em meados de julho de 2014 para entrar em forma para este filme, seguindo um programa de treinamento intensivo elaborado por Jaura, com duração de quatro a cinco meses, juntamente com uma dieta rigorosa. Ele também começou a aprender caratê para seu papel em meados de maio de 2015. Para o papel, ele exibia uma tatuagem de Bruce Lee na mão. O filme arrecadou mais de ₹ 12,66 crore, em seu dia de estreia, registrando a maior arrecadação no dia de estreia do filme de Ram Charan. Ao longo dos dias, o filme não teve um bom desempenho de bilheteria e foi declarado uma bomba de bilheteria, com um orçamento de ₹ 60 crore. Sangeetha Devi Dundoo do The Hindu mais uma vez criticou o desempenho de Charan e escreveu que "Charan dança como um sonho, como sempre, e mostra uma melhora acentuada como ator. Mas o que ele precisa é de um projeto que não menospreze a enorme base de fãs em traje de masala."

### 2016–2018:Rangasthalame sucesso comercial
Em seguida, ele apareceu em 2016 no filme de suspense de ação Dhruva (2016), onde atuou como oficial da IPS. O filme segue a história de Dhruva, um oficial da IPS que quer prender Siddharth Abhimanyu (interpretado por Arvind Swami), um cientista rico, que usa práticas médicas secretas e ilegais para obter lucro. Um remake do filme tâmil Thani Oruvan (2015), o filme recebeu críticas positivas e emergiu como um sucesso comercial de bilheteria, arrecadando mais de ₹ 85 crore (US$ 11 milhões) em 21 dias. Krishna Vamsi do The Indian Express escreveu que "Do seu físico às suas lutas, ele faz você lembrar de Magadheera." Srividya Palaparthi do The Times of India acrescentou "Ram Charan parece estar em sua melhor forma. Como ator, Ram Charan impressiona em todas as cenas que exigiam grande emoção. E quanto às cenas em que ele teve que ser elevado como herói, eles não irão decepcionar seus fãs." Ele realizou suas próprias cenas de ação no filme. Ele recebeu sua quarta indicação ao Prêmio Filmfare de melhor ator por sua atuação no filme. Charan fez uma participação especial na música "Ammadu Let's Do Kummudu" do filme Khaidi No. 150 (2017) , ao lado de seu pai Chiranjeevi, Devi Sri Prasad e Kajal Aggarwal. O filme marcou o retorno de seu pai ao cinema convencional depois de Shankar Dada Zindabad (2007).
Em 2018, ele apareceu no drama de ação de época dirigido por Sukumar, Rangasthalam, que lhe rendeu elogios especiais por sua atuação como Chitti Babu, um aldeão semissurdo, com vários críticos considerando-o o melhor desempenho de sua carreira. O filme também emergiu como um grande sucesso comercial, tornando-se o filme telugu de maior bilheteria do ano, com uma arrecadação bruta de mais de ₹ 216 crores. Situado na década de 1980 na região de Konaseema em Andra Pradexe, o filme explora vários temas, incluindo crimes de honra baseados em castas, patriarcado bramânico e bem contra o mal. O filme foi apresentado em várias paradas de melhores filmes de final de ano. Nagarjuna Rao do Gulf News escreveu que "Chega o melhor da carreira para todos os atores em algum momento. Rangasthalam poderia muito bem ser de Ram Charan". Subhash K. Jha do The Free Press Journal comentou que Teja se transforma diante de nossos olhos, acrescentando "É quase como assistir a um show de mágica onde toda a aparência do ator sofre uma mudança radical enquanto ficamos boquiabertos de espanto." Depois de muito tempo, Ram Charan ganhou vários prêmios, incluindo seu segundo Prêmio Filmfare de melhor ator e o Prêmio SIIMA de melhor ator.